# Zamek w Trzebinie
Zamek w Trzebinie – zamek, który znajdował się w Trzebinie, zbudowany w XVI wieku, zniszczony podczas II wojny światowej następnie rozebrany.

## Historia
Zamek w Trzebinie został wzniesiony w XVI wieku przez rodzinę Wachtelów.
W 1812 od Fryderyka Wilhelma III Pruskiego zamek otrzymał Gebhard Leberecht von Blücher. W Trzebini, oprócz Blüchera, przebywała również jego małżonka Katarzyna Amelia z domu Colomb, córka Fryderyka i bratanica von Gaudi. Podczas zamieszkiwania na ziemi prudnickiej finansował rodziny poległych żołnierzy, przekazywał codziennie miejscowemu proboszczowi po kilka litrów piwa i płacił lekarzowi z Prudnika za leczenie ubogich chorych. Dzięki jego staraniom w Trzebini powstało uzdrowisko nazywane „Źródłem Blüchera”. Swoje posiadłości sprzedał w 1817 Franzowi Hübnerowi za 67000 talarów.
Zamek został spalony w marcu 1945 roku podczas bitwy o Prudnik. Po przejęciu Trzebini przez administrację polską został rozebrany.